# Notophthiracarus pauliani
Notophthiracarus pauliani är en kvalsterart som först beskrevs av Balogh 1964.  Notophthiracarus pauliani ingår i släktet Notophthiracarus och familjen Phthiracaridae. Inga underarter finns listade i Catalogue of Life.